# Usiminas
Usiminas est une entreprise brésilienne de sidérurgie. Elle fait partie, avec Gerdau et CSN, des principaux producteurs d'acier du Brésil.